# Lijst van onderscheidingen van Omar N. Bradley
Omar N. Bradley (1893 - 1981) bezat de volgende onderscheidingen.
|    | rang                                   | orde | land                | datum             |
| -- | -------------------------------------- | --- | ------------------- | ----------------- |
| 1  |                                        | Defense Distinguished Service Medal                                                                     | Verenigde Staten    | Geen registratie  |
| 2  |                                        | Army Distinguished Service Medal met Drie Eikenloof Clusters                                            | Verenigde Staten    | 26 juli 1943      |
| 3  | Eerste Eikenloof Cluster               | Army Distinguished Service Medal                                                                        | Verenigde Staten    | 27 juni 1944      |
| 4  | Tweede Eikenloof Cluster               | Army Distinguished Service Medal                                                                        | Verenigde Staten    | 10 juni 1947      |
| 5  | Derde Eikenloof Cluster                | Army Distinguished Service Medal                                                                        | Verenigde Staten    | 23 september 1953 |
| 6  |                                        | Navy Distinguished Service Medal                                                                        | Verenigde Staten    | 14 augustus 1945  |
| 7  |                                        | Silver Star                                                                                             | Verenigde Staten    | 1945              |
| 8  |                                        | Legioen van Verdienste (Verenigde Staten) met Eikenloof Cluster                                         | Verenigde Staten    | 2 december 1943   |
| 9  | Eikenloof Cluster                      | Legioen van Verdienste                                                                                  | Verenigde Staten    | 1945              |
| 10 |                                        | Bronze Star                                                                                             | Verenigde Staten    | 9 januari 1945    |
| 11 |                                        | Overwinningsmedaille (Verenigde Staten)                                                                 | Verenigde Staten    | 11 november 1918  |
| 12 |                                        | American Defence Service Medal                                                                          | Verenigde Staten    |                   |
| 13 |                                        | American Campaign Medal                                                                                 | Verenigde Staten    |                   |
| 14 |                                        | Europa-Afrika-Midden-Oosten Campagne Medaille met vijf campagne Sterren                                 | Verenigde Staten    | 17 november 1942  |
| 15 | Eerste Ster (Tunesië campagne)         | Europa-Afrika-Midden-Oosten Campagne Medaille                                                           | Verenigde Staten    | 17 november 1942  |
| 16 | Tweede Ster (Sicilië campagne)         | Europa-Afrika-Midden-Oosten Campagne Medaille                                                           | Verenigde Staten    | 9 juli 1943       |
| 17 | Derde Ster (Normandië campagne)        | Europa-Afrika-Midden-Oosten Campagne Medaille                                                           | Verenigde Staten    | 6 juni 1944       |
| 18 | Vierde Ster (Noord-Frankrijk campagne) | Europa-Afrika-Midden-Oosten Campagne Medaille                                                           | Verenigde Staten    | 25 juli 1944      |
| 19 | Vijfde Ster (Duitsland campagne)       | Europa-Afrika-Midden-Oosten Campagne Medaille                                                           | Verenigde Staten    | 15 september 1944 |
| 20 |                                        | World War II Victory Medal                                                                              | Verenigde Staten    |                   |
| 21 |                                        | Mexican Border Ribbon                                                                                   | Verenigde Staten    | Geen registratie  |
| 22 |                                        | Army of Occupation Medal met gesp "GERMANY"                                                             | Verenigde Staten    |                   |
| 23 |                                        | Medaille voor Nationale Verdediging met ster                                                            | Verenigde Staten    |                   |
| 24 |                                        | Presidential Medal of Freedom                                                                           | Verenigde Staten    | 10 januari 1977   |
| 25 |                                        | Medal of Freedom                                                                                        | Verenigde Staten    | 1947              |
| 26 |                                        | Combat Infantryman Badge                                                                                | Verenigde Staten    | 29 april 1944     |
| 27 | 4 stuks                                | Overseas Service Bar                                                                                    | Verenigde Staten    |                   |
| 28 | Brons                                  | World War I Label Button                                                                                | Verenigde Staten    |                   |
| 29 |                                        | Honorable Service Label Button WW II                                                                    | Verenigde Staten    |                   |
| 30 |                                        | Department of Defense Identification Badge                                                              | Verenigde Staten    |                   |
| 31 |                                        | Office of Strategic Defense Identification Badge                                                        | Verenigde Staten    |                   |
| 32 |                                        | Joint Chief of Staff Identification Badge                                                               | Verenigde Staten    |                   |
| 33 |                                        | War Department General Staff Identification Badge                                                       | Verenigde Staten    |                   |
| 34 |                                        | Department of Defense Label Button                                                                      | Verenigde Staten    |                   |
| 35 |                                        | Meritorious Service Medal of Missouri                                                                   | Verenigde Staten    | 5 juni 1946       |
| 36 | Grootkruis                             | Legioen van Eer                                                                                         | Frankrijk           | 15 januari 1948   |
| 37 | Grootofficier                          | Legioen van Eer                                                                                         | Frankrijk           | 9 maart 1945      |
| 38 | Commandeur                             | Legioen van Eer                                                                                         | Frankrijk           | 29 juni 1943      |
| 39 |                                        | Oorlogskruis 1939-1945 met Palm                                                                         | Frankrijk           | 9 maart 1945      |
| 40 | Grootkruis                             | Orde van de Eikenkroon                                                                                  | Luxemburg           | 25 mei 1945       |
| 41 |                                        | Oorlogskruis (Luxemburg)                                                                                | Luxemburg           | 25 mei 1945       |
| 42 | Commandeur met Ster                    | Orde Polonia Restituta                                                                                  | Polen               | maart 1946        |
| 43 | 1e Klasse                              | Orde van Koetoezov                                                                                      | Sovjet-Unie         | 27 februari 1945  |
| 44 | 1e Klasse                              | Orde van Soevorov                                                                                       | Sovjet-Unie         | 17 mei 1945       |
| 45 | Ridder Commandeur                      | Orde van het Bad                                                                                        | Verenigd Koninkrijk | 14 oktober 1944   |
| 46 | Ridder                                 | Orde van het Bad                                                                                        | Verenigd Koninkrijk | 15 mei 1944       |
| 47 | Grootofficier - Grootkruis             | Orde van Sharifian Alawaidis                                                                            | Frans-Marokko       | 13 augustus 1943  |
| 48 | Grootkruis                             | Kroonorde                                                                                               | België              | juli 1946         |
| 49 | Grootkruis                             | Orde van George I                                                                                       | Griekenland         |                   |
| 50 | Grootofficier                          | Orde van Verdienste                                                                                     | Chili               |                   |
| 51 | Grootkruis                             | Militaire Orde van Italië                                                                               | Italië              |                   |
| 52 | Grootofficier                          | Orde van de Bevrijder San Martin                                                                        | Argentinië          |                   |
| 53 | Grootofficier                          | Orde van Militaire Verdienste                                                                           | Brazilië            |                   |
| 54 | Ridder Commandeur - Ridder Grootkruis  | Orde van Oranje-Nassau                                                                                  | Nederland           | mei 1946          |
| 55 | Grootkruis                             | Orde van de Witte Leeuw                                                                                 | Tsjecho-Slowakije   |                   |
| 56 |                                        | Herinneringsmedaille ter gelegenheid van de kroning van H.M. Koningin Elizabeth II van Groot-Brittannië | Verenigd Koninkrijk |                   |
| 59 |                                        | Oorlogskruis met Palm                                                                                   | België              | juli 1946         |
| 60 |                                        | Oorlogskruis (Tsjecho-Slowakije)                                                                        | Tsjecho-Slowakije   | 1947              |